# Richard Heyne
Richard Heyne (* 27. September 1882 in Offenbach am Main; † 18. März 1961 ebenda) war ein deutscher Politiker (DVP) und ehemaliger Abgeordneter des Landtags des Volksstaates Hessen in der Weimarer Republik.

## Leben
Richard Heyne war der Sohn des Kommerzienrates und Schraubenfabrikanten Georg Heyne (1844–1908) (siehe Gebrüder Heyne) und dessen Frau Regine Johanette geborene Helger. Er war evangelischer Konfession und heiratete Helene geborene Roth.
Richard Heyne arbeitete bei den Kreisverwaltungen Oppenheim und Worms, zuletzt als Regierungsrat. Später war er als Fabrikant (Firma Heyne & Co.) tätig
Richard Heyne gehörte 1931 als Nachfolger des verstorbenen Konrad Haury dem Landtag an.